# Valsø Holm
Valsø Henrik Holm (* 31. Dezember 1906 in Kopenhagen; † 19. Dezember 1987) war ein dänischer Schauspieler.

## Werdegang
Valsø Holm absolvierte zunächst eine Banklehre. Nach privatem Schauspielunterricht bei Vilhelm Rosenberg besuchte er von 1927 bis 1929 die Schauspielschule des Königlichen Theaters (Det Kongelige Teaters elevskole) und gab 1929 sein Bühnendebüt als Esben in Ludvig Holbergs Den Vægelsindede. In der Folgezeit trat er sowohl am Königlichen Theater als auch an zahlreichen Kopenhagener Privattheatern wie dem Nørrebros Teater, dem Ny Teater oder dem Folketeatret auf. Daneben feierte er auch Erfolge als Balladensänger in Kabaretts und Varietés. Nachdem er bereits in der Stummfilmzeit – in einem Film von Pat und Patachon – seine Karriere vor der Kamera begonnen hatte, spielte er bis Anfang der 1980er Jahre zahlreiche Nebenrollen in Film und Fernsehen.

## Filmografie
- 1930: Pat und Pattachon als Kunstschützen (Hr. Tell og Søn)
- 1935: Min kone er husar
- 1936: Millionærdrengen
- 1937: Det begyndte ombord
- 1937: Flaadens blaa matroser
- 1937: Der var engang en vicevært
- 1938: Komtessen paa Steenholt
- 1940: Sørensen og Rasmussen
- 1941: Alle gaar rundt og forelsker sig
- 1941: En søndag paa Amager
- 1942: En herre i kjole og hvidt
- 1944: Alt for karrieren
- 1944: Spurve under taget
- 1944: Mordets melodi
- 1944: Det bødes der for
- 1944: To som elsker hinanden
- 1946: Ditte – ein Menschenkind (Ditte Menneskebarn)
- 1947: Lykke paa rejsen
- 1947: Verflixte Rangen (De pokkers unger)
- 1948: Penge som græs
- 1948: Kristinus Bergman
- 1949: For frihed og ret
- 1950: Din fortid er glemt
- 1950: Susanne
- 1950: Vesterhavsdrenge
- 1952: Vi arme syndere
- 1954: Himlen er blå
- 1955: Heute und alle Tage (Altid ballade)
- 1958: Goldene Berge (Guld og grønne skove)
- 1958: 6-dagesløbet
- 1958: Spion 503
- 1959: Einesteils der Liebe wegen (Poeten og Lillemor)
- 1959: Helle for Helene
- 1960: Tro, håb og Trolddom
- 1960: Verliebt in Kopenhagen (Forelsket i København)
- 1961: Mine tossede drenge
- 1961: Rififi in Stockholm (Stöten)
- 1961: Harry og kammertjeneren
- 1961: Landsbylægen
- 1962: Das tosende Paradies (Det tossede Paradis)
- 1963: Vi har det jo dejligt
- 1963: April
- 1963: Bussen
- 1963: Støv for alle pengene
- 1964: Enhver (Fernsehfilm)
- 1964: Tonio Kröger
- 1964: Jungfernstreich (5 mand og Rosa)
- 1964: Don Olsen kommer til byen
- 1964: Gertrud
- 1965: En ven i bolignøden
- 1965: 2 × 2 im Himmelbett (Halløj i himmelsengen)
- 1965: Die Flottenpflaume (Flådens friske fyre)
- 1965: Siebzehn – Vier Mädchen machen einen Mann (Sytten)
- 1965: Mor bag rattet
- 1965: 39 Seemänner und ein Mädchen (Een pige og 39 sømænd)
- 1965: Melodin som kom bort (Fernsehfilm)
- 1965: Næsbygårds arving
- 1965: Kaliber 7,65 – Diebesgrüße aus Kopenhagen (Slå først, Frede)
- 1965: Hold da helt ferie
- 1966: Ballerina
- 1966: Flagermusen
- 1966: Tre små piger
- 1966: Soyas Tagsten
- 1967: Det er ikke appelsiner – Det er heste
- 1967: Die Ferien meiner Frau (Min kones ferie)
- 1967: Mig og min lillebror
- 1967: Far laver sovsen
- 1967: Københavnerliv (Fernsehserie; 2 Episoden)
- 1968: Det er så synd for farmand
- 1968: Die Olsenbande (Olsen-banden)
- 1969: Det drejer sig om (Fernsehserie; Episodenrolle)
- 1970: Rend mig i revolutionen
- 1970: H.M.S. Pinafore (Fernsehfilm)
- 1970–1971: Smuglerne (Fernsehserie; 2 Episoden)
- 1971: Mutti, Mutti, er hat doch gebohrt (Tandlæge på sengekanten)
- 1971: Til lykke Hansen (Fernsehfilm)
- 1971: Den forsvundne fuldmægtig
- 1972: Hotel Paradiso (Fernsehfilm)
- 1972: Sejle op ad åen (Fernsehfilm)
- 1972: Motorvej på sengekanten
- 1973: På´en igen Amalie
- 1973: Romantik på sengekante
- 1973: Fætrene på Torndal
- 1974: Snart dages det brødre (Fernsehfilm)
- 1974: Der (voraussichtlich) letzte Streich der Olsenbande (Olsen-bandens sidste bedrifter)
- 1974–1977: Oh, diese Mieter (Huset på Christianshavn; Fernsehserie; 3 Episoden)
- 1975: Der må være en sengekant
- 1975: Anne Sophie Hedvig (Fernsehfilm)
- 1976: Hopla på sengekanten
- 1976: Affæren i Mølleby
- 1977: En by i provinsen (Fernsehserie; Episodenrolle)
- 1977: Pas på ryggen, professor
- 1978: Agent 69 Jensen i Skyttens tegn
- 1978: Ludvigsbakke (Fernsehmehrteiler)
- 1978: Fængslende feriedage
- 1978–1980: Die Leute von Korsbaek (Matador, Fernsehserie; 2 Episoden)
- 1980: Undskyld vi er her
- 1982: Eine Leiche zuviel (Det parallelle lig)
- 1982: Henover midten (Fernsehserie)